# Бошава (река)
Бошава (на македонска литературна норма: Бошавица) е река в южната част на Северна Македония, десен приток на Вардар. Дълга е 49 km.
Реката извира от планината Кожух. Минава между Кожух и платото Витачево.
Средната височина на басейна ѝ е 230 m. Общият пад е 979 m, а средният пад - 19,9%.
Основни притоци са Бохулската река (23 km) и Дошница (38,5 km).